# Casa Ferrando (Castelldefels)
La Casa Ferrando és una obra del municipi de Castelldefels (Baix Llobregat) inclosa en l'Inventari del Patrimoni Arquitectònic de Catalunya.

## Descripció
Habitatge d'estil racionalista construït l'any 1968. Està format per diversos cossos cúbics i distribuït en una planta baixa i un primer pis amb coberta plana.
L'estil racionalista, nascut de Le Corbusier, és evident en aquesta obra per els seus voladissos sense vessants i pels pilars que integren l'espai en el seu context alliberant la planta de la casa.
En aquest sentit, la casa també aprofita al màxim la llum natural amb la presència de grans vidres enlloc de murs d'obra en alguns dels seus costats. La integració de la construcció en el seu entorn és total, en el jardí que l'envolta, fins al punt que la façana queda totalment reflectida en la piscina que té al davant.

## Història
Els plànols, signats l'agost del 1968, són de l'arquitecte F. Galí Casademont. L'any 1985 consta com a propietària Miracle Fernando Zorrilla.